# تراوش سرد
تراوش سرد یا نشت سرد (به انگلیسی: Cold Seep) (برخی مواقع به آن «آتش‌فشان سرد» یا «مجرای سرد» نیز می‌گویند) ناحیه‌ای از بستر دریاست که سولفید هیدروژن، متان و دیگر سیالات غنی از هیدروکربن از بستر دریا نشت می‌کنند و اغلب این تراوش‌ها برکه‌های شورآب به وجود می‌آورند. سرما در اینجا بدین معنی نیست که دمای تراوش نسبت به آب‌های اطرافش سرد و خنک باشد، بلکه برعکس، دمای تراوش‌ها اغلب کمی بالاترند. «سرد» بودن در اینجا نسبت به گرمای بالاتر (حداقل {\displaystyle 60^{\circ }C}) چاه‌های گرمابی سنجیده شده‌است. تراوش سرد تشکیل زیست‌بوم‌هایی می‌دهند که از چندین گونه بومی انحصاری (اندمیک) پشتیبانی می‌کنند.
تراوش سرد در طی زمان، عارضه‌نگاری منحصربه‌فردی را تشکیل می‌دهند، به گونه‌ای که برهمکنش‌های بین متان و آب دریا موجب تشکیل صخره‌های کربنات و آب‌سنگ می‌شود. این برهمکنش‌ها ممکن است وابسته به فعالیت باکتریایی باشد. ایکائیت، که یک کلسیم‌کربنات هیدروس است را می‌توان مرتبط با اکسیده شدن متان در نشت سرد دانست.